# Rio Paracatu
Rio Paracatu är ett vattendrag i Brasilien.   Det ligger i delstaten Minas Gerais, i den sydöstra delen av landet, 300 km öster om huvudstaden Brasília.
Omgivningarna runt Rio Paracatu är huvudsakligen savann. Runt Rio Paracatu är det mycket glesbefolkat, med 5 invånare per kvadratkilometer.